# Nematocarcinus pseudocursor
Nematocarcinus pseudocursor is een garnalensoort uit de familie van de Nematocarcinidae. De wetenschappelijke naam van de soort is voor het eerst geldig gepubliceerd in 1990 door Burukovsky.